# Frédéric A. Baron d’Erlanger
Frédéric A. Baron d’Erlanger (ursprünglich Friedrich Alfred Freiherr von Erlanger; * 29. Mai 1868 in Paris; † 23. April 1943 in London) war ein in Frankreich geborener, später in England lebender anglo-französischer Bankier und Komponist mit angenommener britischer Staatsangehörigkeit deutsch-amerikanischer Abstammung. Er entstammte der deutsch-französisch-britischen Bankiersfamilie d’Erlanger.

## Familie
Sein Großvater Raphael von Erlanger gründete in der freien Stadt Frankfurt am Main 1848 das schnell erfolgreiche Bankhaus Erlanger & Söhne, später unter der Mitarbeit seiner vier Söhne.
Sein Vater Frédéric Emile Baron von Erlanger (1832–1911) baute die Pariser Filiale so erfolgreich aus, dass sie eine selbständige Bank von Weltformat wurde. Er wurde unter anderem zu einem bedeutenden Finanzier des Eisenbahnbaus. Er heiratete die Amerikanerin Marguerite Mathilde Slidell (1842–1927).
Frédéric A. Baron d’Erlanger hatte drei Brüder:
- Raphael Baron Slidell von Erlanger (1865–1897), außerordentlicher Professor, Zoologe
- Emile Beaumont Baron d’Erlanger (1866–1939), Bankier, Musiker und Förderer der Künste. Er verlegte den Schwerpunkt des Pariser Bankhauses Erlanger & Söhne nach London.
- Francois Rodolphe Baron d’Erlanger (1872–1932), Maler, Musikwissenschaftler und Orientalist. Er erforschte die traditionelle Musik Tunesiens und erbaute den heute als Museum geführten Palast Ennejma Ezzahra in Sidi Bou Saïd bei Tunis.

## Leben
Frédéric A. Baron d’Erlanger begann bereits in seiner Jugend in seiner französischen Geburtsstadt mit seinen musikalischen Studien in Paris unter Anselm Ehmant, seinem einzigen, in Frankfurt am Main geborenen Lehrer (1832–1895).
Schon früh veröffentlichte er sein erstes Werk, eine Sammlung von Liedern. Seine Kompositionen waren besonders Opern.
Hauptsächlich arbeitete er aber als Bankier, besonders nach seiner Übersiedlung nach London und Annahme der britischen Staatsbürgerschaft. Dort lebte er bis zu seinem Tode in Rutland Gate Nr. 24 das Leben eines Großbürgers. Er finanzierte unter anderem den Eisenbahnbau zwischen Südafrika und Sambia zusammen mit dem englischen Geschäftsmann Cecil Rhodes.
Trotz einer langjährigen Beziehung mit der Spanierin Madame de Betelu hat er nie geheiratet und auch keine Nachkommen hinterlassen.

## Kompositionen

### Oper
- Jehan de Saintré (J. Und P. Barbier; deutsche Übersetzung: L. Hartmann), zwei Akte; Erstaufführung 1. August 1893 Aix-les-Bains; 26. Februar 1894 Hamburg.
- Das Erbe (Orig. Inès Mendo) (P. Decourcelle und A. Liorat nach Mérimée), drei Akte; Erstaufführung 10. Juli 1897 London, Covent Garden.
- Tess (ital. Text: Luigi Illica nach Thomas Hardy’s Tess vn den d’Urbevilles) vier Akte; Erstaufführung 1906 Neapel, Teatro San Carlo; dann 14. Juli 1909 London, Covent Garden.
- Noël (J. Und P. Ferrier), Erstaufführung 28. Dezember 1910 Paris, Opéra-Comique.ue

### Ballett
- Les cent baisers (1931)[1].

### Konzerte
- Konzert für Violine und Orchester, Op. 17; Leipzig, Rather 1903, Partitur 96 Seiten, gespielt von Kreisler auf dem Philharmonie-Konzert vom 12. März 1903[2]
- Andante Symphonique für Violoncello und Orchester, Op. 18 (1904).
- Ballade für Violoncello und Orchester
- Concerto symphonique für Klavier und Orchester (1921)[3]
- Poème für Violine und Orchester in D-moll (1926)

### Orchesterwerke
- 1. Suite Symphonique für Orchester (1893)
- 2. Suite Symphonique für Orchester (1895)
- Midnight Rose, Waltz für Orchester
- Andante symphonique, Op. 18 (1904)
- Sursum Corda!, Prelude für großes Orchester (1919)
- Prélude romantique (1935)

### Chorwerke
- Messe de Requiem (1930)

### Kammermusik
- Prelude für Violine und Klavier (1895)
- Streichquartett (1895)
- Sonate für Violine und Klavier in G-moll(1900)
- Quintett für Klavier und Streicher (1901)

### Klaviermusik
- 1. Etude Concertante (1899)
- 2. Etude Concertante (1900)

### Lieder
- Chanson légère nach Gedichte von E.B. Sozios (1896)
- Les deux sommeils auf Texten von E.-B. d'Erlanger (1917)
- Dans tes yeux auf Texten von E.-B. d'Erlanger (1919)
- Mon âme à ton coeur s'est donnée auf Texten von Victor Hugo (1919)
- Talisman auf Texten von Th. Salignac (1919)
- Sérénade florentine nach Texten von Jean Lahor (1922)
- En sourdine auf Texten von Paul Verlaine (1922)